# Die Letzten werden die Ersten sein
Die Letzten werden die Ersten sein ist ein deutscher Kriminalfilm aus dem Jahr 1957 nach dem Roman Die Ersten und die Letzten (Originaltitel: The First and the Last) von John Galsworthy.

## Handlung
Der promovierte Philosoph Lorenz Darrandt war lange Jahre in Kriegsgefangenschaft. Die dort gemachten Erfahrungen haben ihn aufs Tiefste verstört und er hat Mühe, im Nachkriegsdeutschland Fuß zu fassen. Hoffnung schöpft er, als er sich in die hübsche Wanda verliebt. Wanda ist jedoch eine frühere Prostituierte und ihr früherer Zuhälters versucht sie zurückzugewinnen. Lorenz bringt den Zuhälter um. Ludwig Darrandt, der ältere Bruder von Lorenz und ein erfolgreicher Rechtsanwalt, gelingt es, einem unschuldigen Bettler den Mord in die Schuhe zu schieben. Dieser wird verurteilt und muss ins Gefängnis. Lorenz hat nun nichts mehr zu befürchten. Die Gewissensbisse treiben ihn und Wanda jedoch in den Selbstmord.

## Titel
Der Titel ist ein geflügeltes Wort, das ursprünglich aus der Bibel stammt (Mt 19,30 ).

## Kritiken
- Lexikon des internationalen Films: „Kriminalmelodram, dessen Anspruch auf tiefere Bedeutung wegen des trivialen Drehbuchs und der konventionellen Regie nicht eingelöst wird.“[1]

- "(...) diesen dramatischen Plot vertut der konventionelle Film mit zunehmend trivialen Einfällen." (Wertung: 1 Stern = schwach) – Adolf Heinzlmeier und Berndt Schulz in Lexikon „Filme im Fernsehen“ (Erweiterte Neuausgabe). Rasch und Röhring, Hamburg 1990, ISBN 3-89136-392-3, S. 497

- „Dunkel und überdeutlich zugleich, bringt sich dieser deutsche Problemfilm durch seine geistige Unklarheit um jede Bedeutsamkeit. Allein die Kriminalgeschichte ist von eigener Spannung erfüllt. Vorbehalte wegen kritikloser Darstellung vorehelicher Beziehungen.“ – 6000  Filme. Kritische Notizen aus den Kinojahren 1945 bis 1958. Handbuch V der katholischen Filmkritik, 3. Auflage, Verlag Haus Altenberg, Düsseldorf 1963, S. [260]-261

## Auszeichnungen
Der Film war der deutsche Wettbewerbsbeitrag 1957 auf der Berlinale, er ging bei der Preisvergabe jedoch leer aus.